# Österreichischer Frauen-Fußballcup 2024/25
Der Österreichische Frauen-Fußballcup wurde in der Saison 2024/25 vom Österreichischen Fußballbund zum 49. Mal ausgespielt. Als ÖFB Frauen Cup wurde er zum 31. Mal durchgeführt und begann am 7. und am 8. September 2024 mit der ersten Runde und endete am 24./25.. Mai 2025 mit dem Finale in der Wiener Neustadt Ergo Arena. Den Pokal ging zum 11. Mal in Folge an den SKN St. Pölten Frauen.

## Teilnehmende Mannschaften
Für den österreichischen Frauen-Fußballcup haben sich anhand der Teilnahme der Ligen der Saison 2024/25 folgende 30 Mannschaften, die nach der Saisonplatzierung der ÖFB Frauen-Bundesliga 2023/24 und der 2. Liga 2023/24 geordnet sind, qualifiziert. Weiters konnten noch der Landescupsieger, der Landesmeister oder auch Vertreter der Saison 2023/24 teilnehmen.
| ÖFB Frauen-Bundesliga (10) | 2. Liga (11) |
| --- | --- |
| - SKN St. Pölten Frauen (NÖ) (C) - First Vienna FC Frauen (W) - SCR Altach statt SPG Altach/Vorderland (V) - SK Sturm Graz (ST) - FK Austria Wien (W) - SV Neulengbach (NÖ) - SPG FC Lustenau/FC Dornbirn Ladies (V) (N) - SPG Kleinmünchen/Blau-Weiß Linz (OÖ) - FC Bergheim (S) - FC Wacker Innsbruck (T)                                                                               | - Linzer ASK (OÖ) (N) - FC Pinzgau Saalfelden (S) (N) - SG Südburgenland/TSV Hartberg (B) (ST) - Wildcats Krottendorf (ST) - SG FAC/USC Landhaus Wien (W) - Carinthians Hornets (K) - LUV Graz (ST) - SPG Union Geretsberg/Bürmoos (OÖ) - SV Horn (NÖ) - Wiener Sport-Club (W) - Young Violets Austria Wien (W) (N) - FSG Brunn/Altenmarkt statt SKV Altenmarkt (NÖ) (A) |
| Landescupsieger, Meister oder Meistervertreter aus der Landesliga (9) | |
| - SK Austria Klagenfurt (K) (L2) - SV Paudorf (NÖ) (LM) - FSG St. Georgen/Leys/Mank (NÖ) (L2) - SPV Kematen-Piberbach/Rohr-Neuhofen (OÖ) (LC) - SG Tennengau (S) (L2) | - Grazer AK (ST) (LC) - SV Innsbruck (T) (LC) - FC RW Rankweil (V) (LC) - FC Altera Porta (W) (LM) |
| Erläuterungen Länderkürzel: (B): Burgenland, (K): Kärnten, (NÖ): Niederösterreich, (OÖ): Oberösterreich, (S): Salzburg, (ST): Steiermark, (T): Tirol, (V): Vorarlberg, (W): Wien; Vereins-Landes-Bewerbserfolg: (LC): Landescupsieger, (LCF): Landescupfinalist, (LM): Landesmeister, (Lx): x. Platz der Landesliga, (LN): Landesliga-Aufsteiger, (..-x): x Landesliga siehe Länderkürzel | |

| (C) | amtierender Cupsieger 2023/24    |
| (A) | Absteiger der Saison 2023/24     |
| (N) | Neuaufsteiger der Saison 2023/24 |

## Turnierverlauf

### 1. Cuprunde
Die Begegnungen der ersten Runde des Frauen Cup 2024/25 wurden am 20. August 2024 im Rahmen der Sitzung der Cupkommissionen ermittelt.
| Datum                 |                                | Ergebnis   |                                    |
| --------------------- | ------------------------------ | ---------- | ---------------------------------- |
| 07.09.2024, 13:00 Uhr | FSG Brunn/Altenmarkt           | 1:3 (0:3)  | SV Horn                            |
| 07.09.2024, 14:45 Uhr | FC RW Rankweil                 | 0:8 (0:3)  | FC Bergheim                        |
| 07.09.2024, 16:00 Uhr | SG Tennengau                   | 0:11 (0:3) | SPG FC Lustenau/FC Dornbirn Ladies |
| 07.09.2024, 16:00 Uhr | SPV Kematen-Piberb./Rohr-Neuh. | 1:4 (0:1)  | Wildcats Krottendorf               |
| 07.09.2024, 17:00 Uhr | LUV Graz                       | 0:1 (0:0)  | SPG Kleinmünchen/Blau-Weiß Linz    |
| 07.09.2024, 17:30 Uhr | SV Innsbruck                   | 1:5 (0:4)  | FC Wacker Innsbruck                |
| 07.09.2024, 18:00 Uhr | SG FAC/USC Landhaus Wien       | 0:4 (0:2)  | FK Austria Wien                    |
| 07.09.2024, 18:00 Uhr | Grazer AK                      | 2:0 (1:0)  | SPG Union Geretsberg/Bürmoos       |
| 08.09.2024, 14:00 Uhr | SK Austria Klagenfurt          | 0:4 (0:4)  | SK Sturm Graz                      |
| 08.09.2024, 14:00 Uhr | Carinthians Hornets            | 0:2 (0:1)  | Linzer ASK                         |
| 08.09.2024, 14:00 Uhr | FSG St. Georgen/Leys/Mank      | 3:1 (2:1)  | FC Altera Porta                    |
| 08.09.2024, 15:00 Uhr | FC Pinzgau Saalfelden          | 1:2 (0:1)  | SCR Altach                         |
| 08.09.2024, 15:30 Uhr | SV Paudorf                     | 0:6 (0:3)  | SV Neulengbach                     |
| 08.09.2024, 15:30 Uhr | Wiener Sport-Club              | 1:7 (0:3)  | SG Südburgenland/TSV Hartberg      |

Folgende 2 Mannschaften hatten ein Freilos:
| - SKN St. Pölten Frauen (NÖ) (C) - First Vienna FC Frauen (W) |

### 2. Cuprunde
Die 2. Cuprunde wurde am 14., 15. und 18. September, 9. und 16 Oktober und am 6. November 2024 ausgetragen.
| Datum                 |                                 | Ergebnis  |                                    |
| --------------------- | ------------------------------- | --------- | ---------------------------------- |
| 14.09.2024, 15:30 Uhr | Wildcats Krottendorf            | 0:3 (0:1) | SKN St. Pölten Frauen              |
| 14.09.2024, 16:00 Uhr | Grazer AK                       | 0:3 (0:1) | FK Austria Wien                    |
| 15.09.2024, 11:30 Uhr | FC Wacker Innsbruck             | 3:1 (2:1) | SPG FC Lustenau/FC Dornbirn Ladies |
| 15.09.2024, 15:00 Uhr | FC Bergheim                     | 2:1 (2:1) | SCR Altach                         |
| 18.09.2024, 18:30 Uhr | SPG Kleinmünchen/Blau-Weiß Linz | 3:0 (1:0) | Linzer ASK                         |
| 09.10.2024, 19:00 Uhr | FSG St. Georgen/Leys/Mank       | 0:5 (0:3) | SV Neulengbach                     |
| 16.10.2024, 19:00 Uhr | SV Horn                         | 0:9 (0:5) | First Vienna FC Frauen             |
| 06.11.2024, 19:00 Uhr | SG Südburgenland/TSV Hartberg   | 1:2 (1:2) | SK Sturm Graz                      |

### Viertelfinale
Das Viertelfinale fanden am 8. und am 9. Februar statt.
| Datum                 |                     | Ergebnis  |                                 |
| --------------------- | ------------------- | --------- | ------------------------------- |
| 08.02.2025, 14:00 Uhr | FK Austria Wien     | 2:0 (1:0) | SV Neulengbach                  |
| 08.02.2025, 14:00 Uhr | FC Bergheim         | 1:0 (1:0) | SPG Kleinmünchen/Blau-Weiß Linz |
| 09.02.2025, 11:00 Uhr | FC Wacker Innsbruck | 0:4 (0:1) | First Vienna FC Frauen          |
| 09.02.2025, 14:00 Uhr | SK Sturm Graz       | 0:5 (0:2) | SKN St. Pölten Frauen           |

### Halbfinale
Das Halbfinale wurde am 30. März ausgespielt.
| Datum                 |                       | Ergebnis  |                        |
| --------------------- | --------------------- | --------- | ---------------------- |
| 29.03.2025, 14:00 Uhr | FC Bergheim           | 0:2 (0:2) | FK Austria Wien        |
| 30.03.2025, 14:00 Uhr | SKN St. Pölten Frauen | 4:2 (1:0) | First Vienna FC Frauen |

### Finale
Der Sieger des österreichischen Frauen-Fußballcup wird am 24. Mai in Wr. Neustadt ermittelt.
| 24.05.2025, 13:00 Uhr                                                                                   | FK Austria Wien | 1:2 (0:1) | SKN St. Pölten Frauen |
| Tore: 0:1 (40.) Melanie Brunnthaler, 0:2 (63.) Sarah Mattner-Trembleau, 1:2 (78.) Dominique Bruinenberg |                 |           |                       |

## Torschützenliste
In der Torschützenliste des ÖFB Ladies-Cup belegte Verena Volkmer vom FK Austria Wien den ersten Platz.
| Pl. | Nat.        | Spieler             | Verein                 | Tore | Tore/Spiel |
| --- | ----------- | ------------------- | ---------------------- | ---- | ---------- |
| 01. | Deutschland | Verena Volkmer      | FK Austria Wien        | 5    | 1,00       |
| 02. | Schweden    | Elma Smajic         | SV Neulengbach         | 5    | 2,50       |
| 03. | Italien     | Melanie Kuenrath    | SCR Altach             | 4    | 0,00       |
| 04. | Osterreich  | Annalena Wucher     | First Vienna FC Frauen | 4    | 1,33       |
| 05. | Osterreich  | Melanie Brunnthaler | SKN St. Pölten Frauen  | 4    | 1,00       |